# Pedro Perucca
Pedro Miguel Perucca fue un futbolista argentino; se desempeñaba en la posición de defensor y su único club fue Rosario Central de Argentina.

## Carrera

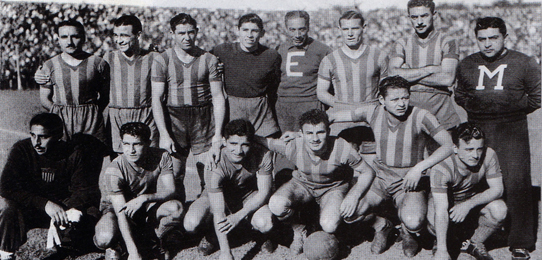
Rosario Central en 1943. Parados: José Casalini, Tranquilino Mello, Pedro Perucca, Héctor Ricardo, Enrique Palomini (entrenador), Alfredo Fógel, Rodolfo De Zorzi; hincados: Bernardo Vilariño, Antonio Funes, Rubén Bravo, Waldino Aguirre, Rubén Marracino.

Hermano del también futbolista Ángel Perucca, tuvo su debut en el primer equipo canalla en 1938, último año antes de que los rosarinos ingresaran a los torneos de Primera División de AFA. En su primer encuentro Central resultó victorioso por 5-1 ante Belgrano de Rosario el día 7 de agosto, en cotejo válido por la tercera fecha del Torneo Gobernador Molinas, liga de Primera división del fútbol de Rosario; el entrenador era el húngaro Juan Fraunhoffer. Por la sexta jornada enfrentó a su hermano que jugaba para Newell's Old Boys, empatando en un gol; esta fue la primera vez que jugaron dos hermanos cada uno por bando en un clásico rosarino. Durante el certamen fue alternativa para acompañar a Ignacio Díaz o a Justo Lescano, la pareja de marcadores centrales habitualmente titular. Perucca disputó 9 partidos y formó parte de la obtención del título.
En 1939 Rosario Central se integró junto a Newell's a la Primera División de AFA. Previamente jugó la Copa Ibarguren de 1938 ante Independiente, campeón argentino. Perucca formó dupla con Ignacio Díaz en la derrota 3-5 de su equipo en el Estadio El Gasómetro de ciudad de Buenos Aires. Su debut en el Campeonato de Primera División se produjo el día 26 de marzo, cuando por la segunda jornada Central cayó 1-3 en Arroyito versus Vélez Sarsfield. Durante este certamen participó de 8 encuentros.
En 1940 disputó 12 partidos, mientras que para 1941 su participación fue de 11 presencias. En esta última temporada Central finalizó último en el campeonato, perdiendo la categoría. Fue en 1942 que logró ser titular indiscutido en la zaga central, compartiéndola con Rodolfo De Zorzi; en este año Rosario Central se consagró campeón de la Segunda División con holgura, retornando rápidamente al sitial de privilegio. Perucca jugó 27 de las 32 presentaciones del cuadro canalla. Nuevamente en primera, en 1943, perduró la dupla conformada con De Zorzi hasta la 8.ª fecha, ya que Perucca sufrió luego una lesión que lo terminaría marginando de la práctica profesional del fútbol, teniendo en cuenta que recién pudo volver a jugar un partido el 9 de abril de 1944 (su último) ante Platense por la Copa de Competencia Británica (derrota 3-4). Vistió en total la casaca auriazul en 78 ocasiones oficiales.

## Palmarés

### Torneos nacionales oficiales
| Equipo          | País      | Título           | Año  |
| --------------- | --------- | ---------------- | ---- |
| Rosario Central | Argentina | Segunda División | 1942 |

### Torneos regionales oficiales
| Equipo          | Liga     | País      | Título         | Año  |
| --------------- | -------- | --------- | -------------- | ---- |
| Rosario Central | Rosarina | Argentina | Torneo Molinas | 1938 |

## Estadísticas
| Rosario Central Argentina | 1.° Rosarina | 1938  | 9  | 0 | 1 | 0 | 10 | 0 |
| Rosario Central Argentina | 1.° AFA      | 1939  | 8  | 0 | 0 | 0 | 8  | 0 |
| Rosario Central Argentina | 1.° AFA      | 1940  | 12 | 0 | 1 | 0 | 13 | 0 |
| Rosario Central Argentina | 1.° AFA      | 1941  | 11 | 0 | 0 | 0 | 11 | 0 |
| Rosario Central Argentina | 2.° AFA      | 1942  | 27 | 0 | 0 | 0 | 27 | 0 |
| Rosario Central Argentina | 1.° AFA      | 1943  | 8  | 0 | 0 | 0 | 8  | 0 |
| Rosario Central Argentina | 1.° AFA      | 1944  | 0  | 0 | 1 | 0 | 1  | 0 |
| Rosario Central Argentina | Total        | Total | 75 | 0 | 3 | 0 | 78 | 0 |
| (1) La copa nacional se refiere a la Copa Ibarguren ediciones 1938 y 1940 y a la Copa de Competencia Británica edición 1944. |              |       |    |   |   |   |    |   |